# Frauenliteratur (China)
Frauenliteratur in China (chinesisch 中国婦女文学, Pinyin Zhōngguó Fùnǚ Wénxué – „Chinesische Frauenliteratur“) bezeichnet von Frauen geschriebene chinesische Literatur, die die Suche der Frau nach weiblicher Identität, das Leben der Frau in der Gesellschaft und allgemein das Leben von Frauen thematisiert.

## Beschreibung
Da Frauenliteratur in China bereits einen großen Aufschwung erfahren hatte und Autorinnen auch jenseits der literarischen Sphäre beachtet wurden, beschäftigt sich die chinesische Literaturwissenschaft seit Ende der 1970er Jahre verstärkt mit Traditionen der Frauenliteratur und deren Gegenwart.
Frauenliteratur in China war eng verbunden mit sozialgeschichtlichen Ereignissen und entwickelte sich nicht kontinuierlich.
Die frühesten Zeugnisse von Literatur, die von Frauen geschrieben wurde, sind im Shi Jing und in den Yuefu zu finden, denn dort sollen anonyme Gedichte von Frauen verfasst worden sein. Da die Frau in der chinesischen Kultur als untergeordnet galt, sind nur wenige einzelne frühe Literatinnen zu finden. Ausnahmen sind bisher Cai Wenji, der ein Krater auf dem Planeten Venus gewidmet ist und die berühmte klassische Dichterin Li Qingzhao. Die Literatur männlicher Literaten und die chinesische Volksliteratur überlieferten ein von Konfuzianismus und Daoismus geprägtes Frauenbild.
Erste Anfänge eines neuen weiblichen Bewusstseins zeigen die Gedichte der Revolutionärin Qiu Jin (1875–1907). Ende des 19. und Anfang des 20. Jahrhunderts entstand dann durch die Frauenbewegung, die Rezeption ausländischer Literatur wie Henrik Ibsens Nora und auch durch die Vierter-Mai-Bewegung eine neue Art von Frauenliteratur in China.

## VR China
Autorinnen, welche die moderne chinesische Literatur mitbegründeten, waren jung und gebildet und wandten sich gegen das traditionelle Frauenbild. Bekannte Autorinnen sind z. B. Ding Ling und Xiao Hong. Thema dieser Literatur war häufig die Befreiung der Frau von ethischen und sozialen Zwängen der Tradition und es wurden viele verschiedene Bilder einer neuen Frau entworfen. Gefordert wurden auch politische Rechte, Bildung und freie Partnerwahl. Die vorherrschende Literaturform war Kurzprosa, oft in Tagebuch- oder Briefform.
Während des Krieges gab es in China berühmte Erzählerinnen, die viel gelesen wurden: beispielsweise Zhang Ailing, Su Qing und Mei Niang.
Nach Gründung der Volksrepublik China wurde in der von Frauen geschriebenen Literatur auch der industrielle Aufbau dargestellt. Während der Kulturrevolution wurden dann auch bedeutende Schriftstellerinnen wie Ding Ling, Yang Mo und Zong Pu verfolgt.
Die bedeutendste Phase der Frauenliteratur in China begann ab Ende der 70er Jahre, da Frauen einen großen Teil zur literarischen Erneuerung beitrugen. Dabei wurde die jüngere Vergangenheit thematisiert, das weibliche Leben erkundet und soziologisch aufbereitet. Literarisch wurde hier auch auf die Traditionen der 20er und 30er Jahre Bezug genommen, Tabus wurden in Frage gestellt, neue Fragestellungen aufgeworfen und neue Schreibweisen erkundet.
Die neue Literatur verband Gesellschaftskritik mit den Erfahrungen von Frauen in der Gesellschaft und im Privatleben und diese wurde selbst in die Unterhaltungsliteratur einbezogen.
Ab Mitte der 80er Jahre erschien dann in der Frauenliteratur ein neorealistischer Stil, der gleichzeitig mit einer Tendenz zur Verinnerlichung auftrat. Diese Verinnerlichung war dann das herausragende Merkmal der Literatur seit den 90er Jahren. Die Frauenliteratur wandte sich neuen Themen zu wie psychoanalytischer Selbstdeutung, Satire und Ironie, der Beschreibung von Unterdrückung und Gewalt, Sexualität und geistiger Abnormität. Diese Themen verwiesen auf den Zustand der Beziehungen zwischen den Geschlechtern und auf Beziehungen der gesamten Gesellschaft. Groteske, absurde, mythische und utopische Elemente wurden in dieser Literatur verwendet, um Kritik zu üben. Ebenfalls seit den 90er Jahren wurden in Dichtung und erzählender Literatur die weibliche Psyche und Physis, das Begehren und die Sexualität zwischen Frauen thematisiert.
Um die Jahrtausendwende wurden einige, in den 1970er Jahren geborene Autorinnen wie Mian Mian und Zhou Weihui mit dem Label meinü zuojia (deutsch: „schöne Schriftstellerinnen“) belegt. Es handelte sich dabei nicht um eine zusammengehörige Gruppe oder eine eigene Schule, sondern vielmehr um eine Vermarktungsstrategie. Als Gemeinsamkeit der meinü zuojia, deren Werke auch mit der chick lit im anglo-amerikanischen Raum verglichen wurden, galt die offene Thematisierung von weiblicher Sexualität.

## Taiwan
Auf Taiwan entwickelte sich die Frauenliteratur besonders ab der Mitte des 20. Jahrhunderts zu besonderer Bedeutung. Su Xuelin, Pan Renmu und Meng Yao sind bekannte Schriftstellerinnen dieser Zeit. Die Literatur von Pan Renmu und Meng Yao bezog sich auf Antikommunismus und Erinnerungsliteratur an das Festland. Gegenwärtige taiwanesische Themen wurden wenig verarbeitet. Die Schriftstellerin Lin Haiyin ließ ihre Geschichten von Frauen im traditionellen Familienverband ebenfalls in Peking spielen.
Ab den 60er Jahren machte sich dann der Einfluss internationaler Literatur bemerkbar und die Schriftstellerinnen beschäftigten sich nun auch mit Frauen in Taiwan.
Qiong Yao war dann in den 70er Jahren eine viel gelesene Autorin, die Liebesgeschichten schrieb, die als sentimentale Unterhaltungsliteratur anzusehen sind. San Mao schrieb in dieser Zeit autobiographisch geprägte Texte, die von der Exotik Afrikas und Spaniens handelten und sehr erfolgreich waren.
In den 70er Jahren erschienen dann auch erste Versuche einer emanzipierten Literatur, die beschrieben, wie Frauen sich aus der Abhängigkeit von Männern befreiten. Diese Literatur galt als Vorläufer der feministischen Literatur, die ab den 80er Jahren auftrat. In der feministische Literatur gab es Einflüsse der freudianischen Psychoanalyse und des westlichen Feminismus und die Texte waren dem Realismus verbunden. Sie beschrieben die Suche nach Emanzipation und Unabhängigkeit, auch im ökonomischen Sinne, und versuchten ein neues Selbstbewusstsein und ein neues Frauenbild hervorzubringen. Das patriarchalische, traditionelle Frauenbild und die daraus folgenden Diskriminierungen wurden abgelehnt.
Auch Lyrik und Essayistik wurden vielfach von Frauen geschrieben und das Leben von Frauen in Hongkong wurde von dortigen Schriftstellerinnen gleichfalls thematisiert.